# Glaucome chronique
Le glaucome chronique à angle ouvert est une maladie de l'œil caractérisée par une destruction progressive et insidieuse des fibres nerveuses constituant le nerf optique en général sous l'effet d'une pression oculaire élevée. Cette maladie est fréquemment héréditaire et elle se différencie d'autres types de glaucome par la présence d'un angle iridocornéen ouvert. 
Il s'agit d'une cause importante de cécité.

## Physiopathologie
Le glaucome chronique à angle ouvert est lié à plusieurs facteurs :
- des facteurs héréditaires établis mais mal connus. En particulier, une mutation sur le gène codant la myociline serait responsable de moins de 5 % des cas chez l'adulte[1] ;
- une hypoperfusion du nerf optique, elle-même liée à des anomalies des vaisseaux sanguins (anomalies de la microcirculation) ;
- une hypertension dans le globe oculaire (hypertonie oculaire) (la limite supérieure normale de la tension oculaire est de 21 mmHg).

## Épidémiologie
Il s'agit de la seconde cause de cécité aux États-Unis, et la première cause chez les afroaméricains. 
Les principaux facteurs de risques sont l'âge, la « population noire », les antécédents familiaux de glaucome, la myopie, la présence d'une hypertonie oculaire.
Il existe des prédispositions génétiques : ainsi des variants des gènes TXNRD2, ATXN2, FOXC1, LMX1B, HMGA2 , MAP3K1, FNDC3B, LMX1B et LOXL1
 sont retrouvés plus fréquemment chez les patients porteurs de glaucome. Chez le patient d'origine africaine, un variant du gène APBB2 est corrélé avec l'apparition de cette atteinte oculaire.

## Diagnostic
C'est une maladie asymptomatique, ce qui constitue son principal danger : les lésions nerveuses évoluent à bas bruit, et n'entraînent une altération de l'acuité visuelle qu'après de longues années d'évolution de la maladie, qui devient alors parlante alors que les lésions sont constituées et irréversibles.
Le diagnostic est heureusement le plus souvent porté au cours d'un examen ophtalmologique systématique, lors de la prise de la pression oculaire ou lors d'un fond d'œil (par exemple lors du suivi d'une myopie) ou encore chez une personne qui présente des antécédents familiaux.
Dès qu'un glaucome chronique est suspecté, on réalisera les examens suivants :
- examen de l'acuité visuelle de près (échelle Parinaud) et de loin (échelle Monoyer) à la recherche d'une baisse d'acuité visuelle: c'est le test le moins fiable pour dépister un glaucome car l'acuité n'est atteinte qu'à la fin de la maladie quand les dégâts sont catastrophiques ;

- examen du champ visuel par périmétrie automatisée, examen clef du diagnostic qui permet d'objectiver une altération du champ visuel, elle-même liée à la perte de fibres nerveuses. L'altération du champ visuel est un signe bien meilleur que la baisse d'acuité visuelle mais suppose que près de 25 à 35 % des fibres optiques soient déjà détruites[6].

On peut également réaliser un champ visuel Bleu-Jaune qui permet de déceler des perturbations plus précoces mais le problème est qu'il s'agit d'un examen long et fastidieux qui ne peut être concrètement réalisé que chez des sujets jeunes. Il a donc un intérêt limité sur le plan de la pratique courante des ophtalmologistes.
- Prise du tonus oculaire (encore appelé pression intraoculaire) : cette mesure de la tension oculaire se fait en exerçant une pression sur la cornée avec un jet d'air, et en calculant la pression réelle à l'intérieur de l'œil à partir de la déformation observée : plus l'œil est sous pression, moins il se déformera. La mesure de la pression oculaire dépend beaucoup de l'épaisseur de la cornée qui varie d'une personne à une autre. Aussi, la mesure de l'épaisseur de la cornée, ou pachymétrie cornéenne, (550 micromètres en moyenne) doit faire partie de l'examen pour évaluer l'importance de la pression oculaire. La mesure de la tension oculaire considérée isolément n'est pas suffisante pour apprécier son caractère excessif ou non. Donner la pression oculaire sans connaitre l'épaisseur de la cornée, c'est comme donner le poids d'une personne sans connaitre sa taille.

- L'examen du fond d'œil recherche une excavation anormale de la papille (correspondant à la naissance anatomique du nerf optique dans l'œil). Cependant, le retentissement papillaire est surtout visible sur les grandes papilles, les petites papilles sont plus tardivement excavées.

- L'examen de l'angle iridocornéen (ou gonioscopie) montre l'ouverture de l'angle iridocornéen et permet la différence avec d'autres types de glaucome.

- L'examen direct des fibres optiques qui est l'examen le plus récent. La tomographie par cohérence optique (OCT) permet de visualiser l'épaisseur des fibres optiques rétiniennes, donc d'évaluer directement le capital de fibres optiques. On peut dire que cet examen permet le diagnostic à la source du problème. Il apparait aujourd'hui de plus en plus comme un examen permettant un diagnostic plus précoce. L'OCT et le champ visuel représentent les examens les plus fiables pour l'appréciation du caractère sévère ou non de la maladie.

Le diagnostic de glaucome chronique à angle ouvert est souvent un diagnostic difficile (sauf dans les cas évolués ou le tableau est au complet). Il repose sur un ensemble de paramètres et dans les cas difficiles en particulier au début, c'est quelquefois seulement la surveillance et la constatation d'une évolution négative des paramètres de surveillance qui permet de poser le diagnostic de manière certaine.

## Formes cliniques
- Glaucome chronique à pression normale : dans ce cas, il n'y a pas d'hypertension intra-oculaire, ce qui signifie que les lésions nerveuses sont liées à des anomalies vasculaires. On retrouve des facteurs de risque cardiovasculaires (tabagisme, diabète, obésité, sédentarité, hyperlipidémies) dont le traitement ralentira le glaucome. L'hypotension artérielle et le syndrome de Flammer y sont fortement associés.
- Glaucome pigmentaire : lié à la présence de pigments dans la chambre antérieure (angle irido-cornéen, face postérieure de la cornée, cristallin)
- Glaucome exfoliatif (ou avec syndrome d'exfoliation capsulaire)
- Les formes juvéniles sont rares et sont caractérisées par une pression intraoculaire très élevée[7].

## Traitement
Le traitement vise à atteindre une tension oculaire permettant d'interrompre le processus de détérioration des fibres optiques. Ce niveau de pression protecteur est variable selon les personnes : on parle de pression cible.
Le traitement médical repose sur la prescription d'un ou plusieurs collyre(s) hypotonisant(s), diminuant la synthèse d'humeur aqueuse par le corps ciliaire, ou augmentant son élimination par différentes voies d'excrétion. Il impose un traitement prolongé, ce qui peut poser de problèmes d'observance. Il est choisi parmi quatre classes thérapeutiques :
- bêta-bloquant ;
- inhibiteur de l'anhydrase carbonique ;
- agoniste α-adrénergique ;
- analogue des prostaglandines.

En cas d'échec, une action physique est proposée, soit sur le trabéculum (lieu de résorption de l'humeur aqueuse vers les espaces sous conjonctivaux), soit sur les corps ciliaires (lieu de production de l'humeur aqueuse). Sur le trabéculum se pratiquent soit le laser (trabéculoplastie au laser argon ou au laser SLT (selective laser trabeculoplasty)), soit par une trabéculectomie chirurgicale ou une sclérectomie profonde non perforante. Sur les corps ciliaires se pratiquent soit le laser (laser diode), soit au moyen d'ultrasons focalisés de haute intensité, par la méthode UC3 (cyclocoagulation circulaire par ultrasons).